# هانس مورگنتا
هانس یوآخیم مورگنتا (۱۷ فوریه ۱۹۰۴ – ۱۹ ژوئیه ۱۹۸۰) نظریه‌پرداز آمریکایی آلمانی تبار و استاد روابط بین‌الملل و علوم سیاسی بود. وی را پدر علم سیاست خارجی در نیمه دوم قرن بیستم خوانده‌اند. وی همچنین یکی از بنیان‌گذاران نظریه واقع‌گرایی در روابط بین‌الملل خوانده می‌شود.
از نظر وی، برآیند مشترک بازیگران عرصه سیاست تلاش برای به دست‌گیری قدرت، حفظ آن و نمایش قدرت به منظور کسب اعتبار و وجه بین‌المللی است. مورگنتا معتقد است که دولت مردان خاورمیانه، رؤیایی فکر می‌کنند و علمی نمی‌اندیشند و از این جهت در نظریه موازنه قدرت، مفهوم منافع ملی را محور اصلی مباحث خود قرار نمی‌دهند. از نظر وی «اهداف سیاست خارجی باید برحسب منافع ملی تعریف شوند.» و «منافع ملی بر حسب قدرت تعریف می‌شود». به طور مسلم برای مورگنتا قدرت و منافع ملی دو مفهوم اصلی و کلیدی است.
مهم‌ترین پیام مورگنتا در کتاب «سیاست میان ملت‌ها» تفکیکی است بین «آنچه هست» و «آنچه باید باشد».
هانس مورگنتا هشت عامل اصلی را به عنوان زیر بنای قدرت ذکر کرده‌است: ۱- موقعیت جغرافیایی ۲- وجود منابع طبیعی ۳- ظرفیت صنعتی ۴- وضعیت آمادگی نظامی ۵-جمعیت ۶- خصوصیات ملی ۷- روحیه ملی ۸- کیفیت دیپلماسی.